# The Squid and the Whale
The Squid and the Whale är en amerikansk dramakomedifilm från 2005, skriven och regisserad av Noah Baumbach.
Filmen fick mycket bra kritik. Det är en delvis självbiografisk historia om Noahs uppväxt samt föräldrarnas skilsmässa. Den vann flera pris på Sundance Film Festival och nominerades till sex independent, en Oscar, en spirit awards samt tre Golden Globe.

## Medverkande
- Jeff Daniels – Bernard Berkman
- Laura Linney – Joan Berkman
- Jesse Eisenberg – Walt Berkman
- Owen Kline – Frank Berkman
- Anna Paquin – Lili
- William Baldwin – Ivan
- Halley Feiffer – Sophie Greenberg
- David Benger – Carl
- Adam Rose – Otto
- Peter Newman – Mr Greenberg
- Peggy Gormley – Mrs Greenberg
- Greta Kline – Greta Greenberg
- Maryann Plunkett – Ms Lemon